# 클로드 (그랜드 테프트 오토)
클로드(Claude)는 《그랜드 테프트 오토 III》의 주인공이다.